# Puchar Polski w piłce nożnej (1982/1983)
Puchar Polski w piłce nożnej mężczyzn w sezonie 1982/1983 – 29. edycja rozgrywek, mających na celu wyłonienie zdobywcy Pucharu Polski, który uzyska tym samym prawo gry w Pucharze Zdobywców Pucharów w sezonie 1983/84. Zwycięzcą rozgrywek została Lechia Gdańsk, dla której był to pierwszy Puchar Polski w historii klubu. 
Mecz finałowy odbył się 22 czerwca 1983 na Stadionie XXXV-lecia PRL w Piotrkowie Trybunalskim.

## I runda
- 32 mecze[1]

| Drużyna 1            | Wynik   | Drużyna 2                         |
| -------------------- | ------- | --------------------------------- |
| Górnik II Konin      | 0:3     | Włókniarz Pabianice               |
| Grunwald Poznań      | 1:0     | Ostrovia 1909 Ostrów Wielkopolski |
| Lubuszanin Trzcianka | 3:2     | Lech II Poznań                    |
| Rawia Rawicz         | 1:4     | Lechia Zielona Góra               |
| Zimowit Zalesie      | 3:2 pd. | Czuwaj Przemyśl                   |
| Orzeł Wierzbica      | 0:1     | Siarka Tarnobrzeg                 |
| Sandecja Nowy Sącz   | 4:1     | Stal Sanok                        |
| Pogoń II Szczecin    | 0:1     | Pogoń Barlinek                    |
| Czarni Żagań         | 3:2     | Chrobry Głogów                    |

- brak pozostałych wyników

Pozostałe zespoły, które odpadły w rundzie wstępnej lub w I rundzie (23): BKS Bydgoszcz, Bzura Chodaków/Sochaczew, Błękitni II Kielce, Chełmianka Chełm, Czarni Nowa Wieś, Gedania Gdańsk, Górnik Libiąż, Hetman Zamość, LZS Grudynia Wielka, Lechia II Gdańsk, Lechia Tomaszów Mazowiecki, Olimpia Zambrów, Orzeł Niemodlin, Orzeł Łódź, Pogoń Siedlce, Stal Jezierzyce, Unia Tarnów, Victoria Częstochowa, Wicher Kłodzino, Wigry Suwałki, Wisła II Płock, Zagłębie II Wałbrzych, Zwierzyniecki Kraków

## II runda
| Drużyna 1                 | Wynik            | Drużyna 2                  |
| ------------------------- | ---------------- | -------------------------- |
| Czarni Żagań              | 2:1              | GKS Tychy                  |
| Włókniarz Pabianice       | 0:3              | Broń Radom                 |
| Polonia Warszawa          | 2:0              | Polonia Bytom              |
| Motor Praszka             | 2:2 pd. k. 4:2   | ROW Rybnik                 |
| Korona Kielce             | 2:1              | Raków Częstochowa          |
| Metal Węgierska Górka     | 0:3              | BKS Stal Bielsko-Biała     |
| Orzeł Lubawka             | 2:1              | Odra Opole                 |
| Piast Dobrzeń             | 0:2              | Górnik Wałbrzych           |
| Zimowit Zalesie           | 0:0 pd. k. 11:10 | Resovia                    |
| AZS Biała Podlaska        | 1:2              | Avia Świdnik               |
| Pogoń Barlinek            | 3:0              | Błękitni Stargard          |
| Elana Toruń               | 3:3 pd. k. 4:2   | Zawisza Bydgoszcz          |
| Beskid Andrychów          | 3:6              | GKS Katowice               |
| Siarka Tarnobrzeg         | 1:0              | Stal Rzeszów               |
| Kabel Kraków              | 2:4              | Cracovia                   |
| Wisłoka Dębica            | 0:1              | Urania Ruda Śląska         |
| Sandecja Nowy Sącz        | 1:2              | Concordia Knurów           |
| MRKS Czechowice-Dziedzice | 1:4              | Piast Gliwice              |
| Hetman Białystok          | 1:0              | Gwardia Szczytno           |
| Stomil Olsztyn            | 3:0              | Stoczniowiec Gdańsk        |
| Start Radziejów           | 2:3 pd.          | Lechia Gdańsk              |
| Mławianka Mława           | 0:2              | Wisła Płock                |
| Olimpia Elbląg            | 4:0              | Pomowiec Gronowo Elbląskie |
| Wisła Puławy              | 1:2              | Stal Stalowa Wola          |
| Gwardia Koszalin          | 0:1              | Gryf Słupsk                |
| Lechia Zielona Góra       | 0:1 pd.          | Olimpia Poznań             |
| Grunwald Poznań           | 1:0 pd.          | Stilon Gorzów Wielkopolski |
| Legia II Warszawa         | 4:3              | Hutnik Nowa Huta           |
| Pogoń Zduńska Wola        | 0:1 pd.          | Błękitni Kielce            |
| Bug Wyszków               | 1:1 pd. k. 4:5   | Radomiak Radom             |
| Śląsk II Wrocław          | 2:4              | Zagłębie Wałbrzych         |
| Lubuszanin Trzcianka      | 0:3              | Stal Szczecin              |

## III runda
| Drużyna 1              | Wynik   | Drużyna 2          |
| ---------------------- | ------- | ------------------ |
| Pogoń Barlinek         | 1:2     | Stal Szczecin      |
| Hetman Białystok       | 0:1     | Stomil Olsztyn     |
| Grunwald Poznań        | 0:2     | Wisła Płock        |
| Lechia Gdańsk          | 2:1     | Olimpia Elbląg     |
| Olimpia Poznań         | 3:1     | Gryf Słupsk        |
| Korona Kielce          | 1:3     | Stal Stalowa Wola  |
| Elana Toruń            | 1:2     | Polonia Warszawa   |
| Błękitni Kielce        | 1:2     | Cracovia           |
| Motor Praszka          | 1:2     | Piast Gliwice      |
| Siarka Tarnobrzeg      | 2:0     | Broń Radom         |
| Orzeł Lubawka          | 1:2     | Zagłębie Wałbrzych |
| Górnik Wałbrzych       | 2:0 pd. | Concordia Knurów   |
| Zimowit Zalesie        | 0:4     | Avia Świdnik       |
| Urania Ruda Śląska     | 3:1 pd. | GKS Katowice       |
| Legia II Warszawa      | 0:2     | Radomiak Radom     |
| BKS Stal Bielsko-Biała | 0:2     | GKS Tychy          |

## 1/16 finału
Do rywalizacji dołączyły drużyny z Ekstraklasy, które grały mecze na wyjeździe.
| Drużyna 1          | Wynik          | Drużyna 2          |
| ------------------ | -------------- | ------------------ |
| GKS Tychy          | 0:4            | Legia Warszawa     |
| Lechia Gdańsk      | 1:1 pd. k. 5:4 | Widzew Łódź        |
| Siarka Tarnobrzeg  | 0:0 pd. k. 3:4 | Zagłębie Sosnowiec |
| Stal Szczecin      | 1:0            | ŁKS Łódź           |
| Radomiak Radom     | 3:1            | Motor Lublin       |
| Olimpia Poznań     | 0:0 pd. k. 3:4 | Szombierki Bytom   |
| Zagłębie Wałbrzych | 0:1 pd.        | Lech Poznań        |
| Stomil Olsztyn     | 2:3 pd.        | Pogoń Szczecin     |
| Polonia Warszawa   | 0:1            | Ruch Chorzów       |
| Stal Stalowa Wola  | 0:2            | Śląsk Wrocław      |
| Cracovia           | 2:2 pd. k. 3:5 | Wisła Kraków       |
| Piast Gliwice      | 4:2            | Gwardia Warszawa   |
| Wisła Płock        | 2:0            | Arka Gdynia        |
| Avia Świdnik       | 0:2            | Górnik Zabrze      |
| Górnik Wałbrzych   | 3:2 pd.        | Stal Mielec        |
| Urania Ruda Śląska | 1:4            | Bałtyk Gdynia      |

## 1/8 finału
| Drużyna 1        | Wynik   | Drużyna 2          |
| ---------------- | ------- | ------------------ |
| Piast Gliwice    | 2:1     | Bałtyk Gdynia      |
| Lechia Gdańsk    | 3:0 pd. | Śląsk Wrocław      |
| Wisła Płock      | 0:1     | Lech Poznań        |
| Pogoń Szczecin   | 0:1 pd. | Zagłębie Sosnowiec |
| Szombierki Bytom | 0:1 pd. | Wisła Kraków       |
| Górnik Wałbrzych | 0:2     | Legia Warszawa     |
| Stal Szczecin    | 2:3     | Ruch Chorzów       |
| Radomiak Radom   | 1:4     | Górnik Zabrze      |

## Ćwierćfinały
| Drużyna 1      | Wynik | Drużyna 2          |
| -------------- | ----- | ------------------ |
| Lechia Gdańsk  | 1:0   | Zagłębie Sosnowiec |
| Piast Gliwice  | 1:0   | Wisła Kraków       |
| Górnik Zabrze  | 0:1   | Ruch Chorzów       |
| Legia Warszawa | 0:1   | Lech Poznań        |

## Półfinały
| Drużyna 1     | Wynik          | Drużyna 2    |
| ------------- | -------------- | ------------ |
| Piast Gliwice | 1:0            | Lech Poznań  |
| Lechia Gdańsk | 0:0 pd. k. 4:3 | Ruch Chorzów |

## Finał
| 22 czerwca 1983 17:00 | Lechia Gdańsk · Górski 9' · Kowalczyk 39' | 2:1Raport | Piast Gliwice · 42' (k.) Kałużyński | Stadion XXXV-lecia PRL, Piotrków Trybunalski Widzów: 17 000 Sędzia: Edward Norek (Kraków) |
|                       |                                           |           |                                     |                                                                                           |

| Lechia Gdańsk:      |  |                   |  |     |
|                     |  |                   |  |     |
| BR                  |  | Tadeusz Fajfer    |  |     |
| OB                  |  | Andrzej Marchel   |  |     |
| OB                  |  | Lech Kulwicki     |  |     |
| OB                  |  | Andrzej Salach    |  |     |
| PO                  |  | Dariusz Raczyński |  |     |
| PO                  |  | Zbigniew Kowalski |  | 40' |
| PO                  |  | Dariusz Wójtowicz |  |     |
| PO                  |  | Jacek Grembocki   |  |     |
| NA                  |  | Marek Kowalczyk   |  |     |
| NA                  |  | Krzysztof Górski  |  |     |
| NA                  |  | Ryszard Polak     |  | 65' |
| Zmiany:             |  |                   |  |     |
| PO                  |  | Roman Józefowicz  |  | 40' |
| NA                  |  | Jarosław Klinger  |  | 65' |
| Trener:             |  |                   |  |     |
| Jerzy Jastrzębowski |  |                   |  |     |

| Piast Gliwice:   |  |                     |  |     |
|                  |  |                     |  |     |
| BR               |  | Jan Szczech         |  |     |
| OB               |  | Henryk Pałka        |  |     |
| OB               |  | Ryszard Kałużyński  |  |     |
| OB               |  | Adam Wilczek        |  |     |
| OB               |  | Jan Mirka           |  |     |
| PO               |  | Andrzej Sliz        |  |     |
| PO               |  | Marcin Żemajtis     |  |     |
| PO               |  | Zbigniew Żurek      |  |     |
| PO               |  | Marian Czernohorski |  |     |
| NA               |  | Marek Majka         |  |     |
| NA               |  | Marian Brzezoń      |  | 76' |
| Zmiany:          |  |                     |  |     |
| NA               |  | Henryk Tkocz        |  | 76' |
| Trener:          |  |                     |  |     |
| Teodor Wieczorek |  |                     |  |     |

| Puchar Polski w piłce nożnej 1982/1983 Zwycięzcy |
| ------------------------------------------------ |
| Lechia Gdańsk 1. Tytuł                           |